# 粉じん関係公害防止管理者
粉じん関係公害防止管理者（ふんじんかんけいこうがいぼうしかんりしゃ）は、公害防止管理者国家資格のうちの1つ。経済産業省、環境省管轄。
特定と一般に分かれ、特定は特定粉じん（石綿）発生施設、一般は一般粉じん（石綿以外のもの）発生施設。
国家試験は年1回(10月第1日曜日)、一般社団法人産業環境管理協会が実施する。

## 試験科目
特定
1. 公害総論
2. 大気概論
3. ばいじん・粉じん特論

一般
1. 公害総論
2. 大気概論
3. ばいじん・一般粉じん特論